# 이예빈 (레이싱 모델)
이예빈(본명: 이지혜,  )은 대한민국의 레이싱 모델이자 안무가이다. 대한민국의 종합격투기 단체 로드 FC의 초대 라운드 걸이기도 하다.

## 모델 경력

### 라운드 걸
- 2011년 Road FC 005: Night of Champions
- 2011년 Road FC 004: Young Guns
- 2011년 Road FC 003: Explosion
- 2011년 Road FC 002: Alive
- 2010년 Road FC 001: The Resurrection of Champions

## 기타 경력
- 중앙대학교 의류학 학사
- tvNGELS 시즌 3 출연